# Svartgöl (Yxnerums socken, Östergötland, 645855-152808)
Svartgöl är en sjö i Åtvidabergs kommun i Östergötland och ingår i Söderköpingsåns huvudavrinningsområde.